# Thammo Löser
Thammo Löser, auch Dam Löser, (* um 1450; † 3. Oktober 1503) war ein deutscher Jurist, Kanoniker, Archidiakon und Domscholastiker.

## Leben
Löser stammte aus dem in Pretzsch im Kurkreis im früheren Herzogtum Sachsen-Wittenberg ansässigen Adelsgeschlecht Löser, das das Erbmarschallamt innehatte und im Mittelalter mehrere Ritter stellte. In Basel promovierte er zum Doktor des Kanonischen Rechts und ist im Jahre 1489 erstmals als Mitglied des Domkapitels in Meißen nachweisbar. 1492 und 1494 wird Löser als Archidiakon der Niederlausitz erwähnt und ab 1495 wird er als Domscholastiker bezeichnet.
Bekannt wurde er auch durch seine Privatbibliothek, die nach seinem Tod an das Franziskanerkloster und das Allerheiligenstift in Wittenberg gelangte. Den überwiegenden Teil dieser Bücher ließ Löser in der Messestadt Leipzig einbinden.
70 seiner Inkunabeln aus dem Franziskanerkloster Wittenberg befinden sich heute im Predigerseminar in Lutherstadt Wittenberg und weitere 50 in der Universitätsbibliothek Jena.